# Centre équestre de la rivier de corps
Le centre équestre la rivière de corps 50 rue Victor Hugo 10440 la rivière de corps. 
Entretenu par Anthony Schneider et Ophélie Chassard 
Une grande cavalerie diverses comptent environt 32 chevaux de club, ils y a aussi des chevaux de propriétaire. 
Le club propose
Très fortement recommandé